# Arria (personnalité)
Pour l’article ayant un titre homophone, voir Aria (homonymie).
Pour les articles homonymes, voir Arria.

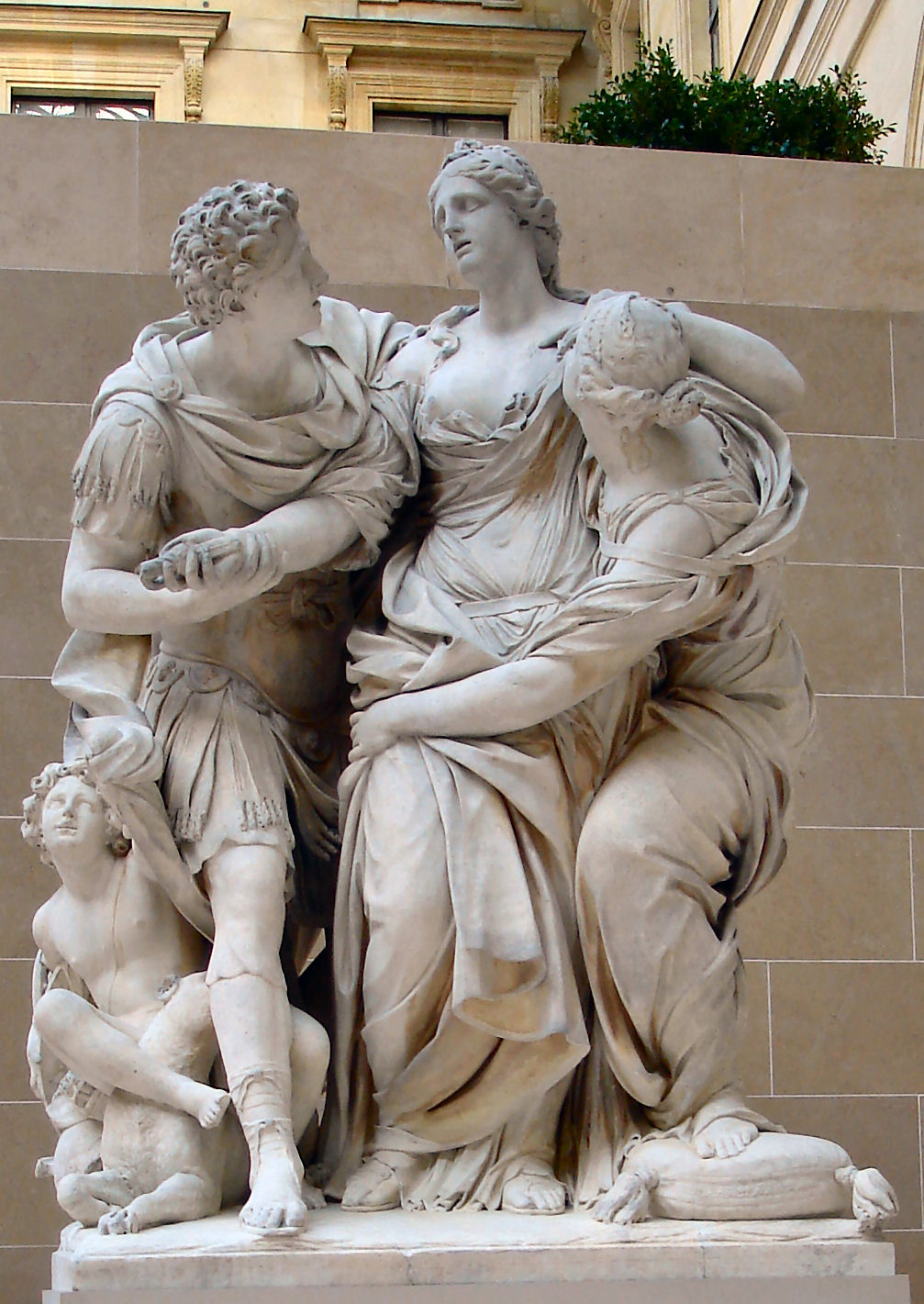
Arria et Paetus, sculpture de Lepautre et Théodon, Musée du Louvre

Arria est une dame de la Rome antique, épouse de Caecina Paetus et célèbre par son courage.
L'épisode célèbre se déroule lorsque l'empereur Claude commanda à Paetus de se suicider, celui-ci ne put se résoudre à le faire jusqu'à ce que Arria ne lui prenne le couteau des mains et se poignarde elle-même. Elle lui redonna alors le couteau en lui disant que ça ne faisait pas mal (« Non dolet, Paete! »).

## Histoire
Son histoire est surtout connue grâce à la correspondance de Pline le Jeune, dans laquelle elle est mentionnée après que celui-ci a rencontré sa petite fille, Fannia.
Pline écrit que le fils d'Arria est mort pendant que Caecina Paetus était gravement malade. Elle cacha la mort de son enfant à son mari et planifia l'enterrement de l'enfant seule. À chaque fois qu'elle allait voir son mari dans sa chambre et que celui-ci s'intéressait à la santé de son fils, Arria lui disait que celle-ci s'améliorait. Quand l'émotion devenait trop forte, elle s'excusait et s'en allait, selon Pline, « se donner au chagrin », pour ensuite revenir voir son mari une fois calmée.
Après la rébellion contre Claude menée par Lucius Arruntius Camillus Scribonianus en l'an 42, Caecina Paetus fut arrêté et emmené à Rome pour collaboration avec Scribonianus, déjà exécuté. Arria implora le capitaine du navire de la laisser accompagner son mari. Elle disait qu'elle pouvait remplacer les esclaves emmenés pour s'occuper de Paetus pendant le trajet. Le capitaine refusa ; Arria suivit donc le navire dans un petit bateau de pêche.
Arria s'attaqua à la femme de Scribonianus après le témoignage de celle-ci pour l'accusation, criant : « Dois-je vous accorder la moindre attention, vous qui pouvez continuer à vivre après que Scribonianus est mort dans vos bras ? » Cette phrase mit en garde les gens de son intention de mourir avec Paetus, condamné à mort pour son rôle dans la rébellion.
Son beau-fils, Thrasea, essaya de la convaincre de continuer à vivre, lui demandant si elle voudrait que sa fille se suicide s'il était condamné à mort. Arria répondit que oui, si sa fille (aussi prénommée Arria), avait vécu aussi longuement et heureusement avec Thrasea qu'elle-même avec Paetus.
Se rendant compte qu'on l'observait de près, elle déclara qu'on ne pouvait pas l'empêcher de mourir. Elle se jeta violemment contre un mur, se rendant inconsciente. Une fois revenue à elle, elle dit : « Je vous avais dit que je le ferais durement si vous m'empêchez de le faire facilement. »
D'après la correspondance de Pline le Jeune on peut supposer qu'Arria fut finalement autorisée à rejoindre son mari dans ce que les Romains appelaient une « mort noble » (se tuer avec un couteau ou une épée).
Sa fille, nommée aussi Arria, ne voulant point survivre à Thrasea, son mari, condamné à mort par Néron, se fit ouvrir les veines, mais Thrasea la pria instamment de lui survivre pour ses enfants.

## Postérité
Le personnage d'Arria est évoqué par Juan Luis Vives dans son De institutione feminae christianae (1523), livre II, chap. 3. Voir Ch. Fantazzi et C. Matheeussen, éd., Leiden / New York / Köln, Brill, 1996-1998, vol. 2, p. 24-27.
L'épisode est relaté par Montaigne comme exemplum fameux de la bravoure de la femme romaine (Essais, II, 35 : De Trois bonnes femmes).
Guillaume Reboul a publié un récit de la Mort d'Arria, femme de Cecinna Paetus à Lyon en 1597. Voir A. Cullière, « Un diptyque de l’amour et de la vertu. Sophonisbe et Arria vues par Guillaume Reboul (1597) », Héroïsme féminin et femmes illustres (XVIe – XVIIe siècles). Une représentation sans fiction, éd. G. Schrenck, A. Spica et P. Thouvenin, Paris, Classiques Garnier, 2019, p. 65-76.